# Danuté de Lithuanie
Danuta Anna, Danuté de Lithuanie est la duchesse de Jędrzejów, fille du duc lituanien Kęstutis et de Birutė, née vers 1358 et morte le 26 novembre 1424.

## Biographie
Très probablement, en 1373, elle épouse Janusz Ier l'Aîné. Le mariage est précédé du baptême de la princesse lituanienne, dont le parrain est le chevalier teutonique Günter von Hohenstein. Il est fort probable que la princesse ait été baptisée alors qu'elle se trouvait encore en Lituanie. Le mariage de Janusz et de Danuta Anna entre dans l'histoire comme le mariage le plus durable de la dynastie des Piast. En 1382, elle lègue au duc Janusz les châteaux de Drohiczyn, Mielnik et Brześć, ainsi que les terres environnantes.
La duchesse de Mazovie a eu trois ou quatre enfants avec Janusz :
- une fille inconnue (Olga ?) (née en 1373-1376, morte après 1401) - en 1388, elle épouse l'hospodar moldave Petru II de Moldavie, et après sa mort, le magnat moldave Wilcha,
- Janusz (pl) (né avant 1383, décédé en 1422),
- Boleslas Januszowic (né avant 1386, mort en 1420-1425),
- Konrad (pl) (né avant 1400, mort avant 1429).

L'historiographie ancienne pensait que Danuta Anna avait survécu à son mari et, sur la base d'une inscription dans le calendrier de Płock, datait sa mort du 25 mai 1448. Actuellement, on suppose que cette inscription contient une erreur dans la date annuelle et se réfère à la belle-fille de la duchesse, Anna Fyodorina, qui est morte en 1458. La princesse Danuta Anna meurt entre le 17 octobre 1422 et le 20 décembre 1425, probablement le 26 novembre 1424. Elle est très probablement enterrée dans la collégiale Saint-Jean-Baptiste dans l'ancienne Varsovie.